# NGC 2116
NGC 2116 је расејано звездано јато у сазвежђу Златна риба које се налази на NGC листи објеката дубоког неба.
Деклинација објекта је - 68° 30' 29" а ректасцензија 5h 47m 15,2s. Привидна величина (магнитуда) објекта NGC 2116 износи 12,9 а фотографска магнитуда 13,2. NGC 2116 је још познат и под ознакама ESO 57-SC38.